# ネコハギ
ネコハギ Lespedeza pilosa (Thunb.) Sieb. et Zucc. は、マメ科の草本。地を這うように伸び、白に紫の斑紋を持つ花を付ける。全体に軟らかな毛を持つ。

## 特徴
地表を這う多年生草本。茎は長く横に這い、長さ100cmにもなる。全体に立った軟らかな毛が多い。葉は互生で三出複葉。頂小葉は広倒卵形から倒卵形、あるいは楕円形からほぼ円形で、長さ1-2cm、幅8-15mm、先端は往々にして微かに窪む。
花期は7-9月。花は葉腋に生じ、ほとんど柄はなく、2-4個をまとめてつける。花は長さ7-8mm、花弁は白く、旗弁の中央基部近くに1対の紅紫色の斑紋がある。茎の上部の葉腋には閉鎖花が1-3個ずつ着く。萼は長さ3-4mm、立った毛が多く、裂片は長さ2.5-3mmで針状。節果は広卵形で先端向けに寝た毛が密生し、長さは3-4mm。閉鎖花の方が結実がよい。

## 名称について
和名は同属のイヌハギ L. tomentosa に対してつけられたもの。イヌハギの方はハギに比べて下品で鑑賞価値が低いとの命名とのこと。また、全株に毛が多いことにもよるという。手触りが猫に似るとの声もある。

## 分布と生育環境
日本では本州から九州まで、それに国外では朝鮮半島、中国に分布する。琉球列島でも沖縄や石垣島などで見られるが、これは近年帰化したものである。
日当たりの良い草地や畑地に生える。平地から低山まで生育し、やや乾いた草地に多い。道ばたなどでも見かける。

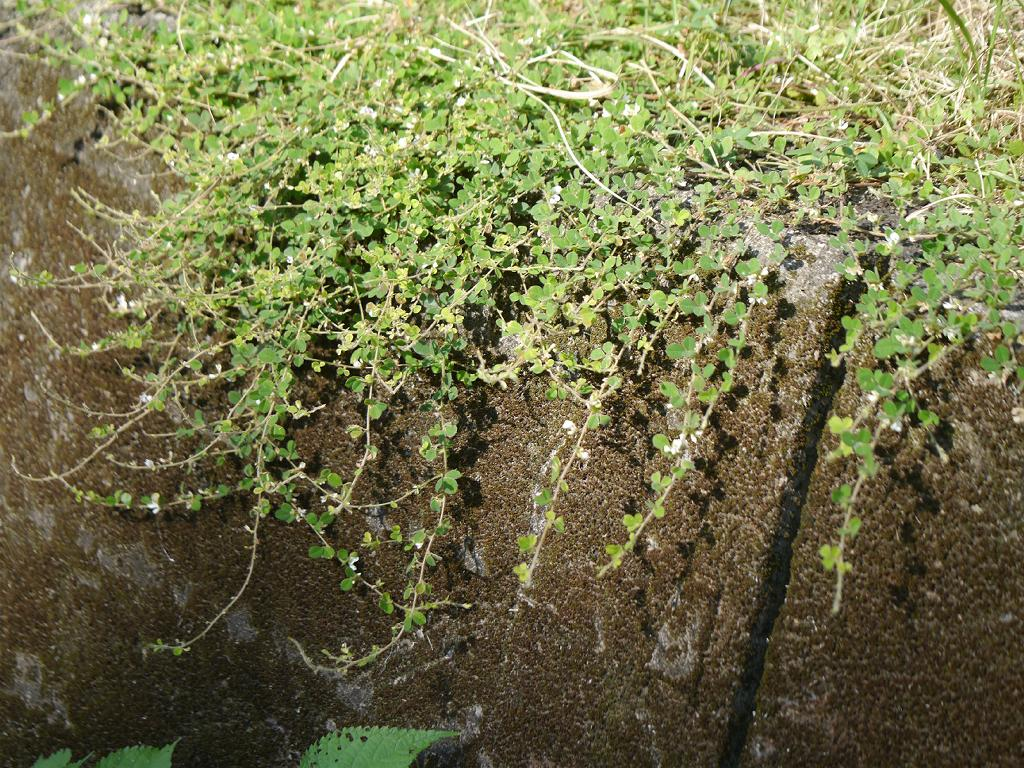
群落の様子
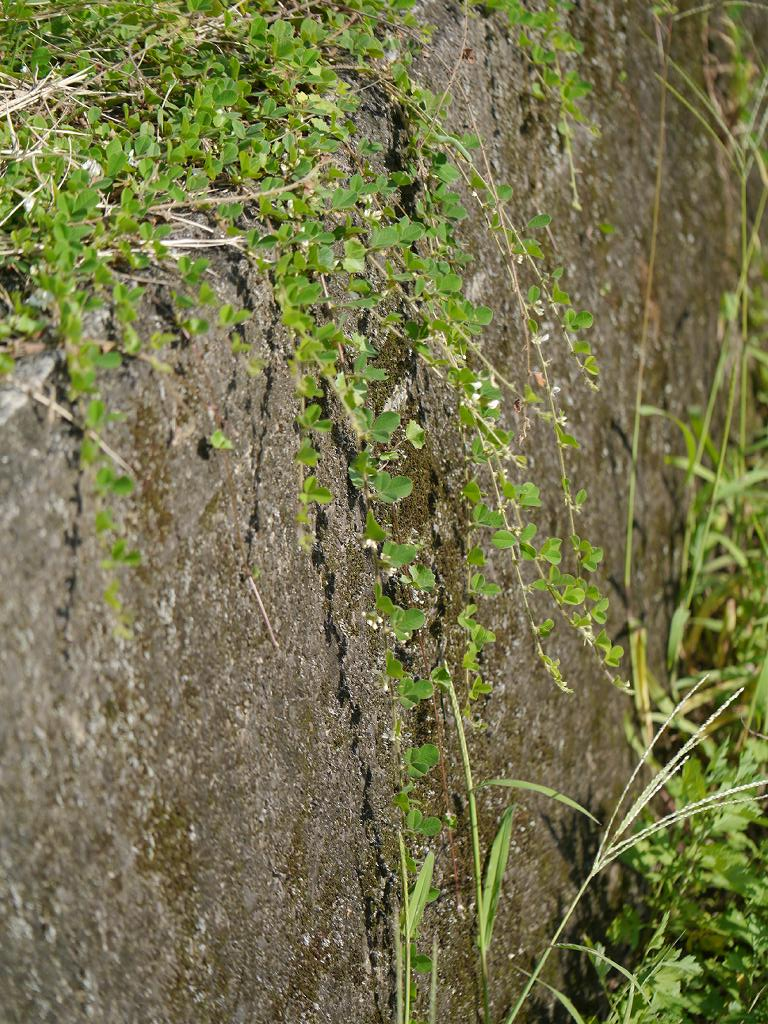
長く垂れ下がっている
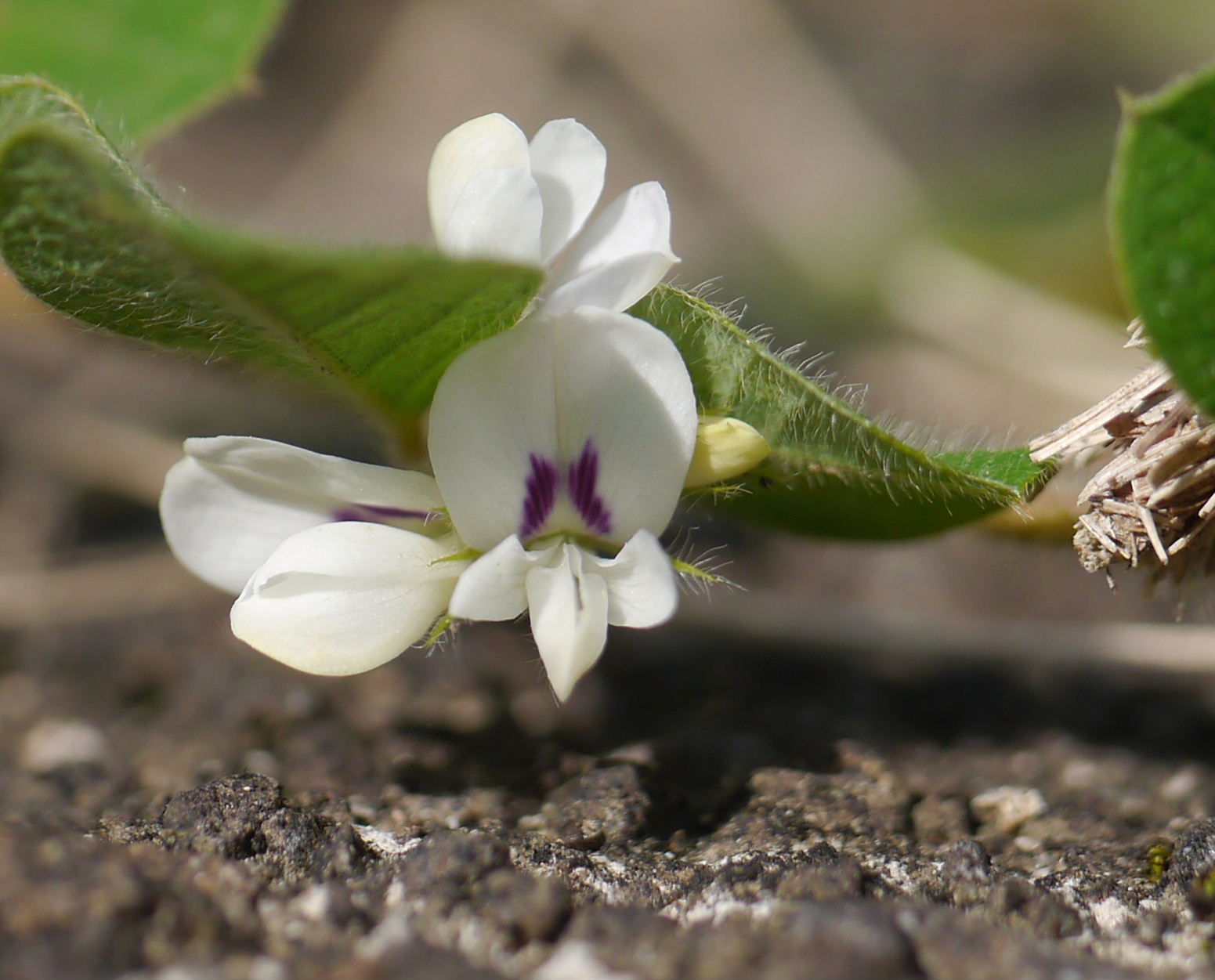
花の拡大

## 分類
日本のハギ属で花が10mmもなく、柄がほとんど無く、花序が葉の付け根に集まる形を取るものでは、他にメドハギやヤハズソウなどがある。ヤハズソウは蔓にならず、メドハギは普通は立つが、変種のハイメドハギは地表を這い回る。メドハギは小葉が細長いため区別は容易。イヌハギなどは花穂が長い。なお、メドハギとの雑種と思われるものがあってツルメドハギ L. intermixta Makino と呼ばれる。茎や小葉、毛の様子などが両者の中間的な形となる。
種内変異としては変種にタチネコハギ var. erecta Hatus. がある、茎はやや立ち、葉はやや大きくて小葉は長さ2-4cmに達する。本州の関東以西から九州に知られる。